# Como (Missisipi)
Como – miasto w Stanach Zjednoczonych, w stanie Missisipi, w hrabstwie Panola.